# 黎堯卿
黎堯卿（1458年—？），字廷表，四川重慶府忠州人，明朝政治人物。

## 生平
四川鄉試第六十一名舉人，弘治六年（1493年）中式癸丑科會試第三百名，三甲第一百三十九名進士。歷官南京兵部郎中，降河南府同知。

## 著作
著有《諸子纂要》八卷。

## 家族
曾祖黎從義；祖父黎茂濆；父黎瑄，南京錦衣衛經歷。母李氏（贈孺人）；繼母龍氏（封孺人）。